# 268 Batalion Wschodni
268 Batalion Wschodni (niem. Ost-Bataillon 268, ros. 268-й восточный батальон) – oddział wojskowy Wehrmachtu złożony z Rosjan podczas II wojny światowej.
Batalion został sformowany w maju 1943 r. na okupowanej Białorusi na bazie ochotniczej kompanii Selbschutzu, działającej od pocz. listopada 1942 r. Miał trzy kompanie. Wchodził w skład 268 Dywizji Piechoty gen. Ericha Straube. W grudniu 1943 r. przeniesiono go do północnych Włoch, gdzie został podporządkowany 14 Armii. W lutym 1944 r. rozformowano go. Żołnierze przeszli do nowo utworzonego 560 Batalionu Wschodniego.